# Eucharidema
Eucharidema is een geslacht van vlinders van de familie spanners (Geometridae), uit de onderfamilie Ennominae.

## Soorten
- E. apora Prout, 1922
- E. arfaki Joicey & Talbot, 1917
- E. aroensis Rothschild, 1904
- E. euanthes Prout, 1916
- E. fractura Prout, 1916
- E. gorgo Prout, 1916
- E. joiceyi Prout, 1929
- E. labyrinthodes Prout, 1916
- E. salahuta Pagenstecher, 1888
- E. trichroa Rothschild & Jordan, 1909